# Nemesia tanit
Espèce
Nemesia tanit est une espèce d'araignées mygalomorphes de la famille des Nemesiidae.

## Distribution
Cette espèce est endémique d'Algérie. Elle se rencontre vers Alger.

## Description
La femelle holotype mesure 11,15 mm.

## Étymologie
Son nom d'espèce lui a été donné en référence à Tanit.

## Publication originale
- Zonstein, 2019 : New data on the spider genus Nemesia in Algeria (Araneae: Nemesiidae). Israel Journal of Entomology, vol. 49, no 11, p. 69-130.